# Axel Frederik Pacht
Axel Frederik Pacht, född den 16 juni 1847 i Köpenhamn, död där den 28 oktober 1898, var en dansk bildhuggare. Han var bror till Vilhelm Pacht.
Pacht vann 1869 akademiens mindre guldmedalj för gruppen Kain och Abel. Han utförde senare en del figurer och byster, liksom han även modellerade åtskilligt för Köpenhamns "Panoptikon".